# Lucía Heredia
Lucía Heredia Pablos (Ceuta, 1996) es una modelo española. En 2019 ganó el concurso de belleza Miss Mundo Ceuta convirtiéndose en la primera mujer trans en ganar dicho concurso, y la segunda en conseguirlo a nivel nacional, tras Ángela Ponce.

## Biografía
A los treces años de edad, notó e informó a su familia que su sexo no coincidía con su identidad de género, por lo que su madre la llamó Lucía.  A los 21 años se sometió a una cirugía de reasignación de sexo.
En septiembre de 2019 ganó el certamen de belleza Miss Mundo Ceuta, entre las ocho candidatas al puesto. La victoria la calificó para el certamen Miss Mundo España 2020 celebrado en Marina d'Or, pero no logró avanzar a la final. Sin embargo, fue la primera mujer transgénero en participar en el certamen de Miss Mundo España.